# Lữ đoàn 70 (B-70)
Lữ đoàn 70 hoặc B-70 là đơn vị bảo vệ VIP tinh nhuệ phụ trách an ninh cá nhân cho Thủ tướng Campuchia Hun Sen, về sau được chuyển đổi thành Nhóm Cận vệ của Thủ tướng do chính ông lập nên vào năm 2009.

## Lịch sử
Lịch sử Lữ đoàn 70 vốn bắt nguồn từ toán lính Khmer Đỏ đóng quân tại Phnôm Pênh, chịu trách nhiệm giam giữ và đánh đập bất cứ ai để khiến họ thú nhận rằng mình là chiến binh Khmer Đỏ. Sau khi Hiệp định Hòa bình Paris được ký kết vào năm 1991, đơn vị đổi tên gọi thành Trung đoàn 70. Họ thường được giới truyền thông quen gọi là Lữ đoàn 70 vào năm 1993.